# میراث بزرگ
میراث بزرگ (انگلیسی: Great Inheritance؛‏ کره‌ای: 위대한 유산) یک مجموعه تلویزیونی محصول کره جنوبی سال ۲۰۰۶ با بازی کیم جه‌وون، هان جی مین و کیم جی هون است. این مجموعه از ۳ مه تا ۲۹ ژوئن ۲۰۰۶، روزهای چهارشنبه و پنجشنبه ساعت ۲۱:۵۵ (کی‌اس‌تی) از کی‌بی‌اس۲ برای ۱۷ قسمت پخش شد.

## بازیگران
- کیم جه‌وون در نقش کانگ هیون سه
- هان جی مین در نقش یو می ره، معلم
- کیم جی هون در نقش چوی شی وان
- لی می سوک در نقش گو آه را
- جانگ هیون سونگ در نقش جونگ مان
- بیون هی بونگ در نقش جونگ ایل دو
- سون بیونگ هو در نقش سو دونگ پا
- جونگ ته وو در نقش نال چی
- شین دونگ وو در نقش جین کیونگ هو
- یو یون می در نقش هان یه سو
- جین جی هی در نقش گو دونگ جو
- کیم مین کی در نقش هوانگ سونگ هیون
- چوی هان وول در نقش هان وول
- چوی این کیونگ در نقش چون سا
- ها جو هی در نقش جین یو جونگ
- پارک جه روم در نقش مادر یه سو
- کیم جین سو در نقش گو جون ایک، پلیس و پدر دونگ جو
- نو هیون هی در نقش مادر سونگ هیون
- هوانگ سوک کیو در نقش چون سانگ شیک
- پارک جو آه در نقش خانم کانگ، مادر هیون سه